# Тараси (Поліський район)
Тараси — колишнє село Поліського району Київської області, Україна, що знято з обліку в зв'язку з відселенням мешканців внаслідок аварії на ЧАЕС.
Село розміщується за 7 км від колишнього районного центру Поліське (Хабне), і за 22 км від залізничної станції Вільча. Розташоване вздовж правого берега річки Уж. Через річку межує з селом Ступища (тепер частина села Мотійки) Народицького району Житомирської області.

## Виникнення села
Село було засноване у 18-му столітті. Першим жителем був чоловік на ім'я Тарас.  Спочатку місце мало назву Тарасів хутір, зі збільшенням кількості населення — село Тараси.
Воно розміщувалось серед боліт та лісів (здебільшого дубових), на березі річки Уж (тоді Уш). До цього часу на дні цієї річки значна кількість дубів. Ґрунт здебільшого піщаний. У заболочених місцях були торфовища. У південній частині села було велике болото, що називали «панським» (у середині 1950-х проведено меліорацію).

## Розвиток села
З 1850 належало до Хабенського маєтку поміщика Горвата, фільварку Каролін (тепер село Володимирівка). У фільварку вирощували жито, хміль, картоплю.
1864 року у селі мешкало 427 мешканців, 1887 року — 580 осіб. 
На річці діяв водяний крупчастий млин (51°15′46″ пн. ш. 29°16′51″ сх. д. / 51.262734° пн. ш. 29.280710° сх. д.).
1900 року село було у складі маєтку поміщика Горвата та мало 130 дворів та населення 976 мешканців (485 чоловіків та 491 жінка). Селяни займалися хліборобством. У селі була школа грамоти, один хлібний магазин. Пожежний інвентар складався з 3 бочок і 3 багрів. 
14 листопада 1935 р. Президія ЦВК УРСР видала постанову «Про часткові зміни районних меж Київської області», згідно з якою Хутір Пліток Давидківської сільради Народицького району — переміщено до складу Тарасівської сільради Кагановицького району. Хутір Пліток згодом тав частиною села Тараси.

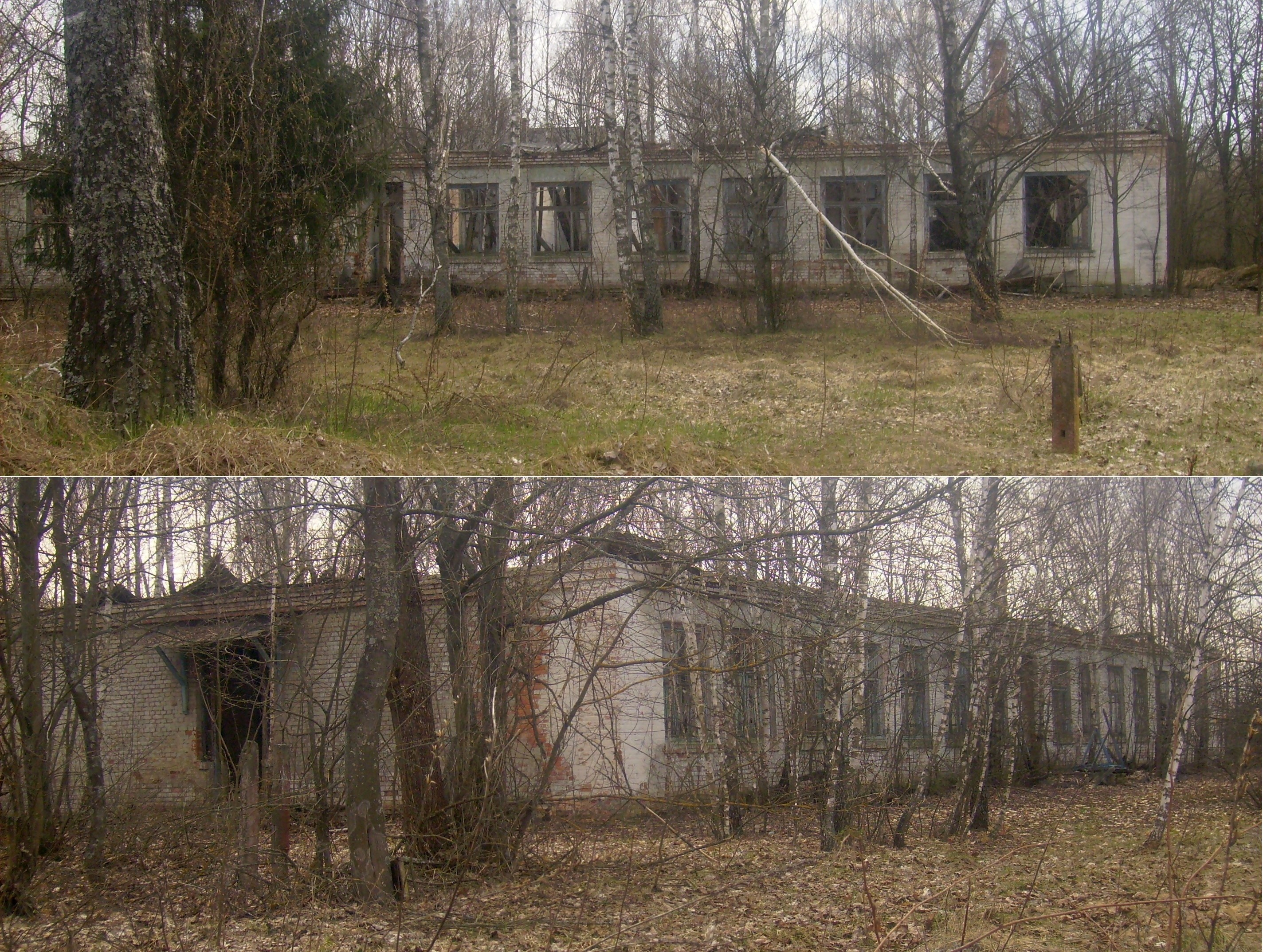
Приміщення старої школи у с. Тараси. Фото 2007 року.

Спочатку будівля школи була дерев'яною (51°15′45″ пн. ш. 29°18′11″ сх. д. / 51.262609° пн. ш. 29.303031° сх. д.), недалеково від озера «Ковалеве» (51°15′54″ пн. ш. 29°18′09″ сх. д. / 51.264884° пн. ш. 29.302494° сх. д.). Учителями у школі були Соломаха, потім Дробницька. За Жовтневого перевороту школа не працювала. Після її знову відкрили, вчителем був Мошківський Захар Васильович. У 1932 відкрито 5-й клас. Першим директором був Андрійченко Іван Омельянович. В школі навчалось 140 учнів. Багато учнів пізніше отримали середню та вищу освіту. Випускниця Кисельова Фросина Семенівна закінчила медичний технікум і була завідувачкою місцевого ФАПу. Майстренко Іван Кузьмич закінчив технікум зв'язку, дружина була вчителькою у школі. Сизоненко Ганна Овсіївна закінчила педагогічне училище, скерована на роботу учителькою у с. Хабенська Грезля. Гришман Іван Васильович закінчив льотне училище, учасник Другої світової війни. У 1950-х роках збудували цегляне приміщення школи (51°15′44″ пн. ш. 29°18′07″ сх. д. / 51.262327° пн. ш. 29.301840° сх. д.).
Унаслідок колективізації у 1931 році у селі було організовано колгосп ім. Петровського, що спеціалізувався на конярстві та виробництві льону. Частину селян було розкуркулено. Зокрема, Купрієнка Володимира було засуджено лише за відвідини затриманого у Народичах друга Федора Офсійовича Приходька. Останнього було відпущено, а першого заслано на виправні роботи з конфіскацією майна. Після початку Другої світової війни село було окуповане. У листопаді 1943 року повернулась радянська влада.
Стараннями сільського майстра Купрієнка Федора Володимировича (1912-1984), інваліда Радянсько-фінської війни, ще до Другої світової війни у Тарасах збудовано новий водяний млин (51°15′57″ пн. ш. 29°17′20″ сх. д. / 51.265791° пн. ш. 29.288940° сх. д.), функціонував льонопереробний пункт з гідросиловою установкою, а село було електрифікаціковано ще у кінці 1940-х за рахунок міні-ГЕС. 

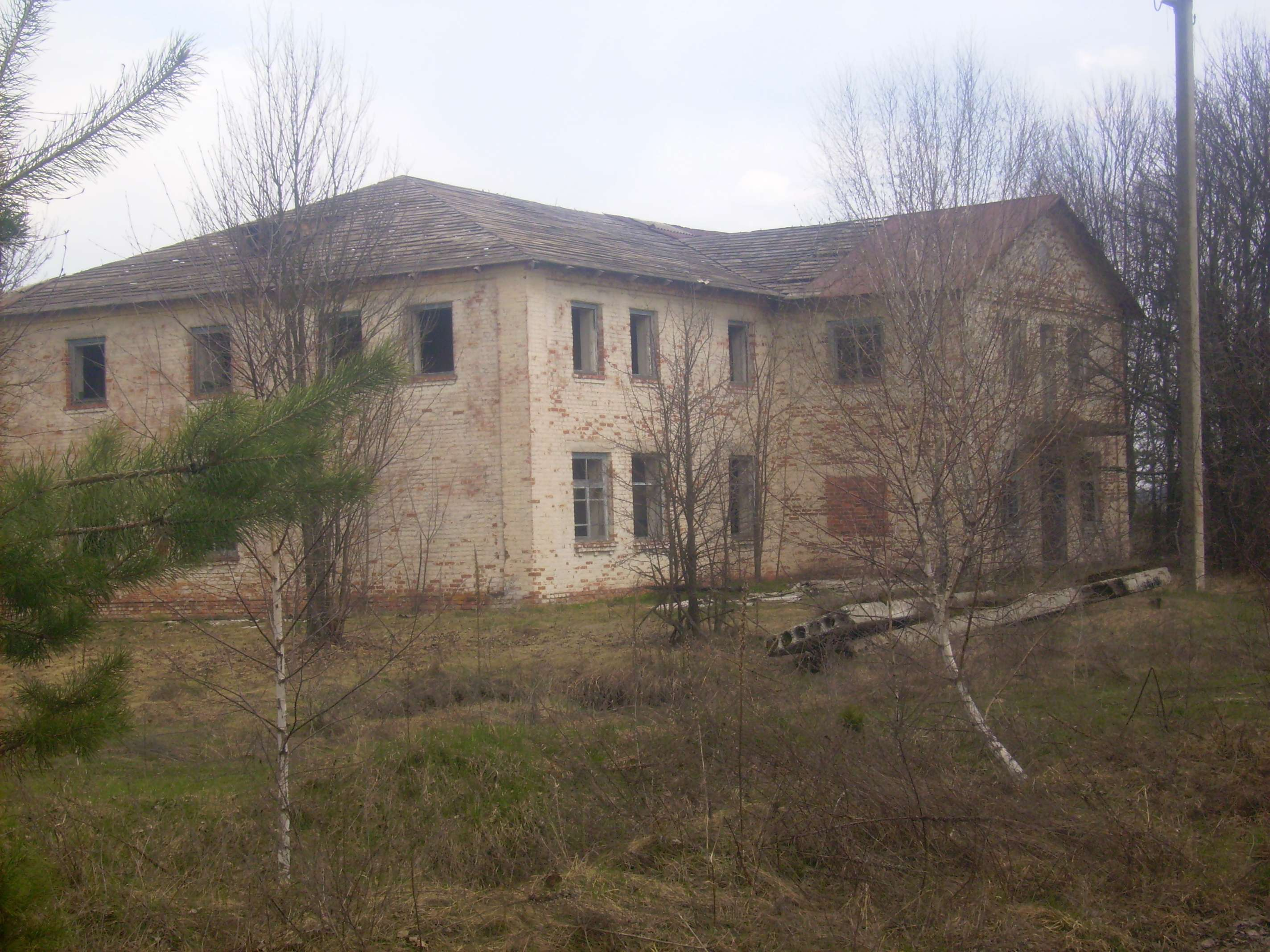
Приміщення будинку культури. Фото 2007 року.

У 1973 році закінчено будівництво двоповерхового будинку культури (51°15′54″ пн. ш. 29°17′19″ сх. д. / 51.264873° пн. ш. 29.288588° сх. д.). На першому поверсі були бібліотека, зал для глядачів з кіноустановкою (кіномеханік Смолярчук Володимир Михайлович та його дружина Віра), фоє, гримерною. На другому поверсі були сільська рада, кімната відділу колгоспу «Зоря комунізму», кімната обрядових дій, кімната побуткомбінату (продавець Маярчук Ольга Федорівна), поштове відділення (завідувачка Майстренко Валентина Василівна, що пропрацювала на посаді 28 років).
Головами сільської ради у різні роки були: 
- Пархоменко Марія Пилипівна,
- Сиротина Надія Трохимівна,
- Дурицький Михайло Іванович,
- Потій Микола Михайлович,
- Любченко Олександр Васильович,
- Кривенко Марія Яківна (1986-1992, до закриття сільської ради).

За даними «Історії міст і сіл УРСР», «Тараси — село, центр сільської Ради. Населення — 760 чоловік. Сільській Раді підпорядковане с. Володимирівка. На території Тарасів розташована виробнича бригада колгоспу „Зоря комунізму“ (51°15′45″ пн. ш. 29°18′11″ сх. д. / 51.262609° пн. ш. 29.303031° сх. д.), центральна садиба якого — у Володимирівці. За успіхи в розвитку сільського господарства 11 колгоспників нагороджені орденами й медалями СРСР. У Тарасах працюють восьмирічна школа, клуб, бібліотека. 57 жителів — учасників Великої Вітчизняної війни — удостоєні урядових нагород.» (дані 1971 року).

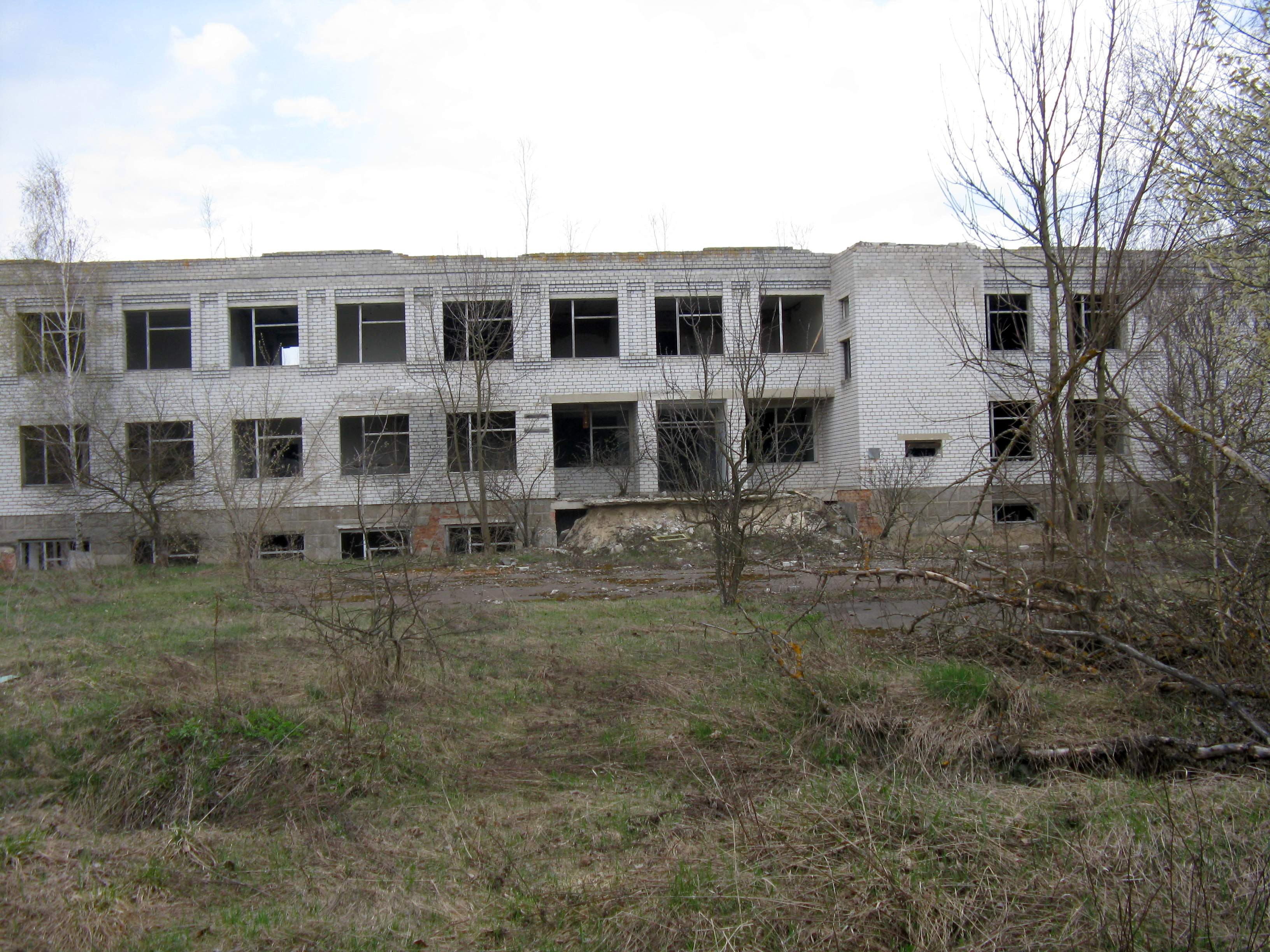
Приміщення нової школи. Фото 2007 року.

Напередодні аварії на ЧАЕС у селі проживало бл. 630 осіб. Село й досі було центром Тарасівської сільської ради Поліського району, якій також підпорядковувалося село Володимирівка.
З 1987 року в селі будувалась нова школа з теплицею (51°15′39″ пн. ш. 29°17′41″ сх. д. / 51.260824° пн. ш. 29.294760° сх. д.), дитячий садок (51°15′55″ пн. ш. 29°17′11″ сх. д. / 51.265294° пн. ш. 29.286454° сх. д.), банно-пральний комбінат (51°15′50″ пн. ш. 29°17′17″ сх. д. / 51.263952° пн. ш. 29.287952° сх. д.). Було проведено газ та воду, дороги заасфальтовано.
Станом на 1989 рік населення села становило вже 459 осіб.
Внаслідок сильного радіаційного забруднення село віднесено до зони безумовного (обов'язкового) відселення. Виселення населення розпочалося у 1992 році до сіл Мазінки, Тарасівка (Ташанська громада) та Улянівка (Бориспільський район). Воно офіційно зняте з обліку 1999 року через відсутність населення.
Після Чорнобильської катастрофи село увійшло до 30-кілометрової зони відчуження.
Частина території села згоріла під час лісових пожеж у 2020 році.
З лютого по квітень 2022 року село було окуповане російськими військами внаслідок вторгнення 2022 року.

## Легенди села
Згідно з одною з легенд, Три брати, першого з яких звали Тарас, другого Стебель, третього Святко, поселились на місцевості, що зараз належить до Поліського району. Тарас заснував хутір, що пізніше перетворився у село Тараси, Стебель заснував хутір Стебли (пізніше село Стебли), Святко — хутір Святоцьке (пізніше село Святоцьке).
Також у селі була легенда, що через сварку поміщиків, власників села Тараси та села Ступища, останній змусив своїх селян прокопати альтернативне русло річки Уж для порушення роботи водяного млина. Спроба була невдалою, проте канал функціонував тривалий час.